# Penicillium nodulum
Penicillium nodulum är en svampart som beskrevs av H.Z. Kong & Z.T. Qi 1988. Penicillium nodulum ingår i släktet Penicillium och familjen Trichocomaceae.   Inga underarter finns listade i Catalogue of Life.